# Jan Rutten (politicus)
Jan Jozef Huibrecht Rutten (Ophoven, 23 september 1879 - Geistingen, 16 augustus 1962) was een Belgisch volksvertegenwoordiger, senator en burgemeester.

## Levensloop
Landbouwer van beroep, werd Rutten in 1908 verkozen tot gemeenteraadslid van Ophoven en was er van 1912 tot 1937 burgemeester. Van 1921 tot 1925 was hij provincieraadslid voor Limburg.
In 1925 werd hij verkozen tot katholiek volksvertegenwoordiger voor het arrondissement Tongeren-Maaseik, een mandaat dat hij tot in 1932 uitoefende. Vervolgens was hij van 1932 tot 1936 provinciaal senator.